# Верховный совет России

Структура органов власти в РСФСР после августа 1991

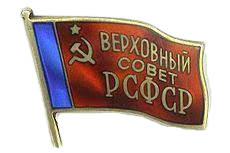
Депутатский значок депутата Верховного Совета РСФСР до 1990 года

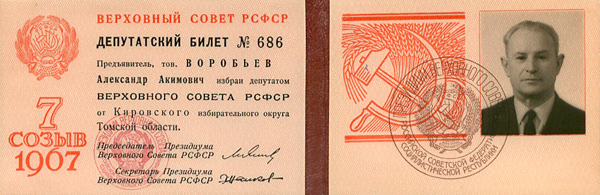
Депутатский билет — удостоверение депутата Верховного Совета РСФСР 7-го созыва. 1967 год

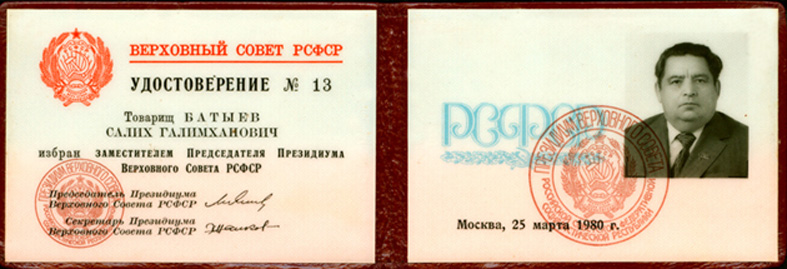
Удостоверение заместителя председателя Президиума Верховного Совета РСФСР. 1980 год

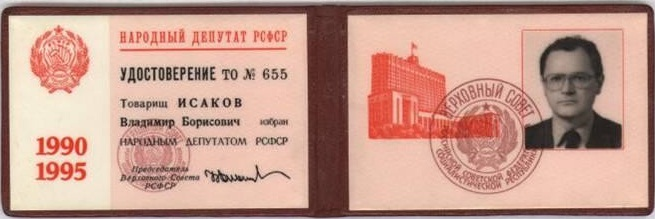
Удостоверение народного депутата РСФСР
1990 год

Верхо́вный Сове́т РСФСР (с 25 декабря 1991 года — Верхо́вный Сове́т Росси́йской Федера́ции) — высший орган государственной власти РСФСР в 1937—1990 годах, одновременно с 1937 по 1993 год являлся законодательным органом РСФСР / Российской Федерации.
Впервые Верховный Совет России был избран 26 июня 1938 года. В соответствии с Конституцией СССР 1936 года и Конституцией РСФСР 1937 года, к Верховному Совету РСФСР переходили все государственные полномочия Всероссийского съезда Советов. Верховный Совет избирался на основе всеобщего, равного и прямого избирательного права при тайном голосовании гражданами старше 18 лет, без различия пола, религии и национальности, сроком на 4 года (а с 1978 года — сроком на 5 лет). Всего было проведено 11 выборных созывов Верховного Совета РСФСР, во всех созывах преобладали члены КПСС.
После принятия поправок к Конституции СССР в 1989 году, учредивших Съезд народных депутатов РСФСР в качестве высшего органа государственной власти республики, Верховный Совет 11 созыва 27 октября 1989 года назначил выборы народных депутатов (делегатов Съезда) и сложил свои полномочия после начала его работы (по прежней редакции Конституции его полномочия истекали в 1990 году).
В 1990—1993 годах Верховный Совет — постоянно действующий орган Съезда народных депутатов, осуществлявший законодательную, распорядительную и контрольную функции (постоянно действующий парламент). В этот период Верховный Совет избирался Съездом народных депутатов на срок до образования вновь избранным Съездом народных депутатов Российской Федерации нового состава Верховного Совета Российской Федерации. Верховный Совет 12 созыва, избранный в 1990 году, состоял из двух палат — Совета Национальностей и Совета Республики; он стал первым постоянно действующим парламентом России после сентября 1917 года.
21 сентября 1993 года указом президента Российской Федерации № 1400 «О поэтапной конституционной реформе в Российской Федерации» полномочия Съезда народных депутатов и Верховного Совета Российской Федерации были прекращены. Несмотря на сопротивление большей части народных депутатов России и их сторонников, а также признания в тот же день этого указа неконституционным Конституционным судом Российской Федерации, 4 октября 1993 года органы законодательной власти были разогнаны с применением оружия и бронетехники.
Конституцией Российской Федерации, принятой на всенародном голосовании 12 декабря 1993 года, Верховный Совет России, как и Съезд народных депутатов, были упразднены. Органом законодательной власти стало Федеральное Собрание, состоящее из  Государственной думы и Совета Федерации.

## Устройство
С 1937 года и по 1990 год Верховный Совет был однопалатным, однако в соответствии с поправками к Конституции, принятыми в 1989 году, Верховный совет стал состоять из двух палат — Совета Республики и Совета национальностей (что более отражало федеративную природу РСФСР), палаты ВС являлись равноправными:
Верховный Совет РСФСР избирается тайным голосованием из числа народных депутатов РСФСР Съездом народных депутатов РСФСР и ему подотчётен. Верховный совет РСФСР состоит из двух палат: Совета Республики и Совета Национальностей, равных по своему численному составу. Палаты Верховного Совета РСФСР равноправны. Совет Республики избирается из числа народных депутатов РСФСР от территориальных избирательных округов с учётом численности избирателей в регионе. Совет Национальностей избирается из числа народных депутатов РСФСР от национально-территориальных избирательных округов по нормам: 3 депутата от каждой автономной республики, один депутат от каждой автономной области и от каждого автономного округа, 63 депутата от краев, областей, городов Москвы и Ленинграда. Съезд народных депутатов РСФСР ежегодно обновляет часть состава Совета Республики и Совета Национальностей по установленной им норме. Каждая палата Верховного Совета РСФСР избирает Председателя Палаты и его заместителя. Председатели Совета Республики и Совета Национальностей руководят заседаниями соответствующих палат и ведают их внутренним распорядком. Совместные заседания палат ведут Председатель Верховного Совета РСФСР, его заместители либо поочередно Председатели Совета Республики и Совета Национальностей.
Поскольку депутатов от национально-территориальных округов не хватало для обеспечения равной численности палат, то Совет Национальностей на практике пополнялся также из числа депутатов от территориальных округов. 1 ноября 1991 года эта практика была закреплена поправкой к Конституции:
 При невозможности представительства республик в составе РСФСР, автономной области, автономных округов, краев и областей в Совете Национальностей Верховного Совета РСФСР депутатами от национально-территориальных округов по представлению территориальных депутатских групп в Совет Национальностей могут быть включены народные депутаты от территориальных избирательных округов.

### Президиум
Работой Верховного совета руководил Президиум, который заново избирался в начале работы Совета каждого созыва из числа депутатов. Президиум состоял из председателя, его 17 заместителей (в число которых входят заместители Председателя — по одному от каждой автономной республики), секретаря и 20 (в 1975 году — 17, в 1937 — тоже 20) членов. В 1952—1953 гг. существовал Секретариат Президиума Верховного Совета РСФСР, состоящий из более узкого числа членов Президиума Верховного Совета.
По поправкам 1989 года было установлено, что «в состав Президиума Верховного совета РСФСР входят по должности: Председатель Верховного совета РСФСР, Первый заместитель Председателя Верховного совета РСФСР, заместители Председателя Верховного совета РСФСР, Председатели Совета Республики и Совета Национальностей, Председатели постоянных комиссий палат и комитетов Верховного совета РСФСР. Президиум Верховного совета РСФСР возглавляет Председатель Верховного Совета РСФСР», то есть Президиум стал формироваться по должности.
Президиум Верховного Совета РСФСР с 1940-х годов располагался в здании бывшего особняка графов Остерманов (Москва, ул. Делегатская, д. 3), которое в 1981 году было отдано под «Музей на Делегатской».

## Полномочия
Поскольку советское право отрицало разделение властей, то вплоть до 1989 года Верховный совет РСФСР был определён как верховный орган власти, правомочный решать любой вопрос, отведённый к ведению РСФСР. Однако первое время компетенция Верховного совета всё-таки была ограничена. Конституция РСФСР 1937 года устанавливала: «Верховный Совет РСФСР осуществляет все права, присвоенные РСФСР согласно статьям 13 и 19 Конституции РСФСР, поскольку они не входят, в силу Конституции, в компетенцию подотчётных Верховному Совету РСФСР органов РСФСР: Президиума Верховного Совета РСФСР, Совета Народных Комиссаров (Министров) РСФСР и Народных Комиссариатов (Министерств) РСФСР». Статья 24 Конституции устанавливала, что Верховный совет РСФСР является единственным законодательным органом республики, однако на деле это было не так, поскольку Президиум Верховного Совета мог издавать указы (о юридической силе которых Конституция умалчивала) и давать толкование законов. Помимо собственно законодательных полномочий ВС РСФСР избирал мандатную комиссию по проверке выборов, создавал, когда он сочтёт необходимым, следственные и ревизионные комиссии по любому вопросу, требования которых (в том числе о предоставлении документов и материалов) закреплялись как обязательные для всех учреждений и должностных лиц, формировал правительство России (Совет Народных Комиссаров РСФСР → (с 1946 года) Совет Министров РСФСР), избирал Президиум Верховного Совета РСФСР (в составе Председателя Президиума, его заместителей, секретаря и членов Президиума).
Конституция 1978 года пошла по принципиально другому пути. Статья 104 этой Конституции устанавливала следующее:
Верховный Совет РСФСР правомочен решать все вопросы, отнесённые Конституцией СССР и настоящей Конституцией к ведению РСФСР.
Принятие Конституции РСФСР, внесение в неё изменений; представление на утверждение Верховного Совета СССР образования новых автономных республик и автономных областей в составе РСФСР; утверждение государственных планов экономического и социального развития РСФСР, государственного бюджета РСФСР и отчётов об их выполнении; образование подотчётных ему органов осуществляются исключительно Верховным советом РСФСР.

Законы РСФСР принимаются Верховным Советом РСФСР или народным голосованием (референдумом), проводимым по решению Верховного Совета РСФСР.
Таким образом Верховный совет получил возможность принимать решения по вопросам, входящим в компетенцию других органов государственной власти и управления РСФСР. Сохранялись и традиционные полномочия ВС: формирование Мандатной комиссии, избрание Президиума ВС → (с 1990 года) избрание Председателя и заместителей, формирование Совета Министров РСФСР и комиссий Верховного совета. В числе новых полномочий также закреплялось: назначение референдума (ст. 104 ч. 4), проведение всенародного обсуждения законопроектов и других вопросов государственной жизни (ст. 109 ч. 3; также являлось и правом Президиума ВС), формирование Комитета народного контроля РСФСР.
Поскольку в 1989 году новым верховным государственным органом стал Съезд народных депутатов РСФСР, то полномочия ВС РСФСР были существенно изменены, причём к его ведению перешло значительное количество полномочий, которыми ранее наделялся в первую очередь Президиум Верховного совета РСФСР. Таким образом согласно новой редакции статьи 109 Верховный Совет РСФСР:
1. назначает выборы народных депутатов РСФСР и народных депутатов местных Советов народных депутатов РСФСР;
2. утверждает состав Центральной избирательной комиссии по выборам народных депутатов РСФСР;
3. назначает Председателя Совета Министров РСФСР, по его представлению утверждает состав Совета Министров РСФСР, вносит в него изменения, по предложению Совета Министров РСФСР образует и упраздняет министерства РСФСР и государственные комитеты РСФСР;
4. избирает Комитет народного контроля РСФСР, Верховный Суд РСФСР, судей краевых, областных, Московского и Ленинградского городских судов; назначает Главного государственного арбитра РСФСР и утверждает коллегию Государственного арбитража РСФСР;
5. регулярно заслушивает отчёты образуемых или избираемых им органов, а также назначаемых или избираемых им должностных лиц; решает вопрос о доверии Правительству РСФСР и членам Правительства РСФСР;
6. обеспечивает единство законодательного регулирования на всей территории РСФСР; осуществляет в пределах компетенции РСФСР законодательное регулирование отношений собственности, организации управления народным хозяйством и социально-культурным строительством, бюджетно-финансовой системы, оплаты труда и ценообразования, налогообложения, охраны окружающей среды и использования природных ресурсов, а также других отношений; принимает кодексы;
7. решает вопросы, связанные с обеспечением конституционных прав, свобод и обязанностей граждан РСФСР и равноправия граждан СССР всех национальностей на территории РСФСР;
8. даёт толкование законов РСФСР;
9. устанавливает порядок организации и деятельности республиканских, местных органов государственной власти и управления;
10. определяет правовой статус республиканских общественных организаций;
11. направляет деятельность местных Советов народных депутатов;
12. вносит на рассмотрение Съезда народных депутатов РСФСР предложения об образовании новых автономных республик, краёв, областей, городов республиканского подчинения, автономных областей и автономных округов;
13. представляет на утверждение Съезда народных депутатов РСФСР проекты перспективных государственных планов и важнейших республиканских программ экономического и социального развития РСФСР, утверждает государственные планы экономического и социального развития РСФСР, государственный бюджет РСФСР; осуществляет контроль за ходом выполнения плана и бюджета, утверждает отчёты об их выполнении; в случае необходимости вносит изменения в план и бюджет;
14. устанавливает в соответствии с законодательством Союза ССР доходы, поступающие на образование Государственного бюджета РСФСР;
15. ратифицирует и денонсирует международные договоры РСФСР;
16. участвует в разработке основных мероприятий в области обороны и обеспечения государственной безопасности страны;
17. учреждает государственные награды РСФСР, устанавливает почётные знания РСФСР;
18. издаёт республиканские акты об амнистии граждан, осуждённых судами РСФСР;
19. отменяет указы и постановления Президиума Верховного Совета РСФСР, распоряжения председателя Верховного совета РСФСР, постановления и распоряжения Совета министров РСФСР;
20. отменяет постановления и распоряжения Советов Министров автономных республик, решения краевых, областных, городских (городов республиканского (РСФСР) подчинения) советов народных депутатов, советов народных депутатов автономных областей и автономных округов в случае несоответствия их Конституции СССР, Конституции РСФСР и законам СССР и РСФСР;
21. опротестовывает и приостанавливает действие постановлений и распоряжений Совета Министров СССР на своей территории, если они нарушают конституционные права РСФСР, а также приостанавливает действия актов министерств, государственных комитетов и ведомств СССР в случае их противоречия законам СССР и РСФСР;
22. входит в Комитет конституционного надзора СССР с предложением о даче заключения о соответствии актов Верховного Совета СССР и его палат, проектов актов этих органов Конституции СССР и законам СССР, принятым Съездом народных депутатов СССР;
23. решает другие вопросы, отнесённые к ведению РСФСР, кроме тех, которые относятся к исключительному ведению Съезда народных депутатов РСФСР.

С 15 декабря 1990 года по 9 декабря 1992 года компетенция ВС РСФСР неоднократно уточнялась в связи с протекавшей конституционной реформой в стране, а затем — и в связи с распадом Союза ССР. К 21 сентября 1993 года Конституция возлагала на Верховный Совет следующие полномочия:
1. назначение выборов народных депутатов Российской Федерации и народных депутатов местных Советов народных депутатов Российской Федерации;
2. утверждение состава Центральной избирательной комиссии по выборам народных депутатов Российской Федерации;
3. дача согласия на назначение на должность Председателя Совета Министров — Правительства Российской Федерации, министра иностранных дел Российской Федерации, министра обороны Российской Федерации, министра безопасности Российской Федерации, министра внутренних дел Российской Федерации;
4. избрание Верховного суда Российской Федерации, Высшего арбитражного суда Российской Федерации, судей краевых, областных, Московского и Ленинградского городских судов и арбитражных судов, назначение Генерального прокурора Российской Федерации, Председателя Центрального банка Российской Федерации;
5. регулярное заслушивание отчётов образуемых или избираемых им органов, а также назначаемых или избираемых им должностных лиц; решение вопроса о доверии Правительству Российской Федерации;
6. обеспечение единства законодательного регулирования на всей территории Российской Федерации; осуществление в пределах компетенции Российской Федерации законодательного регулирования отношений собственности, организации управления народным хозяйством и социально-культурным строительством, бюджетно-финансовой системы, оплаты труда и ценообразования, налогообложения, охраны окружающей среды и использования природных ресурсов, а также других отношений;
7. издание Основ законодательства и федеральных законов по предметам совместного ведения федеральных органов государственной власти Российской Федерации и органов государственной власти республик в составе Российской Федерации, автономной области, автономных округов, краёв, областей, городов Москвы и Санкт-Петербурга, а также издание кодексов и законов по предметам ведения федеральных органов государственной власти Российской Федерации;
8. решение вопросов, связанных с обеспечением конституционных прав, свобод, обязанностей и равноправия граждан Российской Федерации;
9. дача толкования законов Российской Федерации;
10. обеспечение (совместно с Верховными Советами республик в составе Российской Федерации) соответствия Конституций республик в составе Российской Федерации Конституции Российской Федерации;
11. установление порядка организации и деятельности федеральных органов законодательной, исполнительной и судебной власти; установление общих принципов организации системы органов представительной и исполнительной власти на территории Российской Федерации;
12. определение правового статуса общественных организаций, осуществляющих свою деятельность на всей территории Российской Федерации;
13. направление деятельности Советов народных депутатов Российской Федерации;
14. внесение на рассмотрение Съезда народных депутатов Российской Федерации предложений об образовании новых республик в составе Российской Федерации, краёв, областей, городов федерального значения, автономных областей и автономных округов;
15. представление на утверждение Съезда народных депутатов Российской Федерации проектов перспективных государственных планов и важнейших республиканских программ экономического и социального развития Российской Федерации, утверждение государственных планов экономического и социального развития Российской Федерации, государственного бюджета Российской Федерации; осуществление контроля за ходом выполнения плана и бюджета, утверждение отчётов об их выполнении; внесение в случае необходимости изменений в план и бюджет;
16. установление доходов, поступающих на образование Государственного бюджета Российской Федерации;
17. ратификация и денонсация международных договоров Российской Федерации;
18. разработка основных мероприятий в области обороны и обеспечения государственной безопасности Российской Федерации;
19. учреждение государственных наград Российской Федерации, установление почётных знаний Российской Федерации;
20. издание актов об амнистии лиц, осуждённых судами Российской Федерации;
21. отмена указов и постановлений Президиума Верховного Совета Российской Федерации, распоряжений Председателя Верховного Совета Российской Федерации, а также указов и распоряжений Президента Российской Федерации на основании заключения Конституционного Суда Российской Федерации; внесение представления Президенту Российской Федерации об отмене решений Правительства Российской Федерации; приостановление действия указов и распоряжений Президента Российской Федерации до разрешения Конституционным судом Российской Федерации дел об их конституционности в случае обращения Верховного Совета Российской Федерации в Конституционный Суд Российской Федерации;
22. отмена постановлений и распоряжения Советов Министров республик в составе Российской Федерации, решений краевых, областных, городских (городов федерального значения) Советов народных депутатов, Советов народных депутатов автономных областей и автономных округов в случае несоответствия их Конституции Российской Федерации и законам Российской Федерации;
23. решение вопросов досрочного прекращения депутатских полномочий в соответствии с Законом Российской Федерации о статусе народных депутатов Российской Федерации, при этом полномочия народного депутата Российской Федерации, назначенного или избранного на должность, пребывание в которой в соответствии с настоящей Конституцией несовместимо со статусом народного депутата Российской Федерации, прекращаются с момента назначения или избрания его на указанную должность;
24. объявление всероссийского референдума, назначенного по решению Съезда народных депутатов Российской Федерации или по требованию не менее чем одного миллиона граждан Российской Федерации, либо не менее одной трети от общего числа народных депутатов Российской Федерации;
25. решение других вопросов, отнесённых к ведению Российской Федерации, кроме тех, которые относятся к исключительному ведению Съезда народных депутатов Российской Федерации.

Верховный совет Российской Федерации принимал законы Российской Федерации и постановления.
Законы и постановления, принятые Верховным советом Российской Федерации, не могли противоречить законам и другим актам, принятым Съездом народных депутатов Российской Федерации.
Законы Российской Федерации считались принятыми, если в каждой из палат Верховного совета Российской Федерации за них проголосовало большинство членов палаты. После этого закон направлялся Президенту РФ, который в течение 14 дней с момента их принятия подписывал их либо возвращал в Верховный совет. Если при повторном рассмотрении возвращённого Президентом РФ закона Российской Федерации последний был принят большинством голосов от общего состава каждой из палат Верховного совета Российской Федерации, то Президент Российской Федерации был обязан его подписать в течение трёх дней.

## Прекращение деятельности Съезда народных депутатов и Верховного совета
Несмотря на принятые в 1991—1992 годах поправки, провозглашавшие разделение властей, за Верховным советом сохранялась практически неограниченная власть. Это обстоятельство, а также ряд других событий, привело к конфронтации ветвей власти в России. В результате этого 21 сентября 1993 года Президент РФ издал Указ № 1400, предусматривающий роспуск Съезда Народных Депутатов и ВС РФ, нарушив тем самым действующую на тот момент Конституцию России. Одновременно в Доме Советов были отключены связь, электричество, водоснабжение и канализация, силы МВД начали оцепление Дома Советов России. Верховный Совет и его сторонники объявили о совершении Ельциным государственного переворота В стране образовалось фактическое двоевластие. Конституционный суд Российской Федерации, собравшийся в ночь с 21 на 22 сентября, объявил действия Ельцина неконституционными, а указ № 1400 — основой для отрешения президента от должности. Верховный совет, на основании заключения Конституционного суда, объявил о прекращении полномочий президента согласно ст. 121-6 Конституции Российской Федерации и закону «О Президенте РСФСР» с момента издания указа № 1400, и временном переходе президентских полномочий к вице-президенту А. В. Руцкому. Верховный Совет принял также постановление о созыве 22 сентября X (Чрезвычайного) Съезда народных депутатов. Вовремя Съезд открыт не был, так как некоторые из органов исполнительной власти, выполняя распоряжение Ельцина, предприняли попытку сорвать проведение Съезда.
4 октября 1993 года деятельность ВС и Съезда была прекращена в результате штурма Дома советов. Действующей Конституцией Российской Федерации, принятой 12 декабря 1993 года, Верховный совет и Съезд народных депутатов России были упразднены, а полномочия нового двухпалатного парламента (Федерального собрания) существенно сокращены по сравнению с полномочиями Верховного совета РФ.

## Резиденция

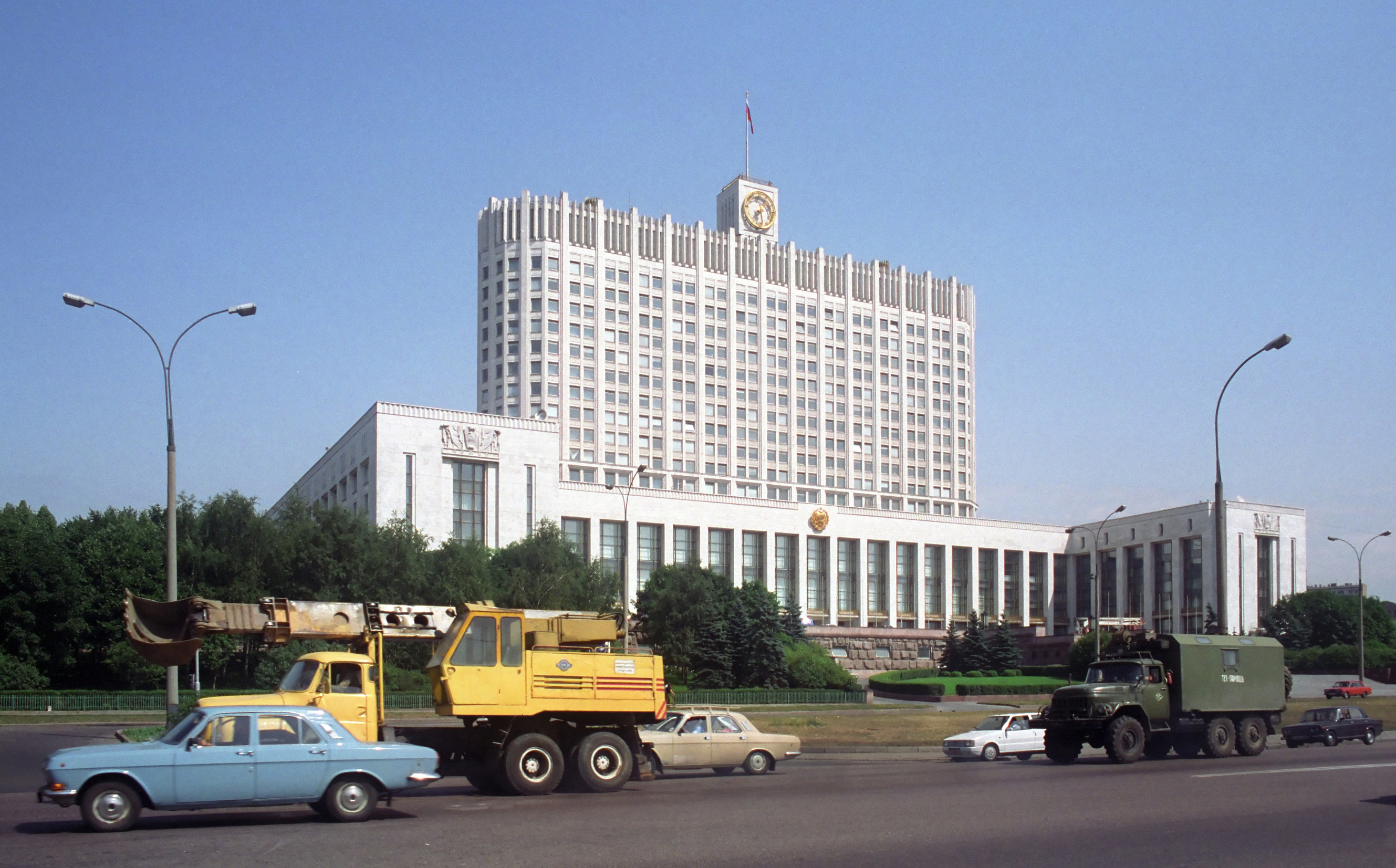
Белый дом — здание Верховного совета России с 1990 по 1993 годах

Заседания Верховного совета РСФСР проводились в Большом Кремлёвском дворце, в зале, сооружённом из Александровского и Андреевского залов дворца. В 1990 году Верховный совет был перемещён в специально построенное здание на Краснопресненской набережной, известное как Белый дом.

## История и руководители

### 1938—1990

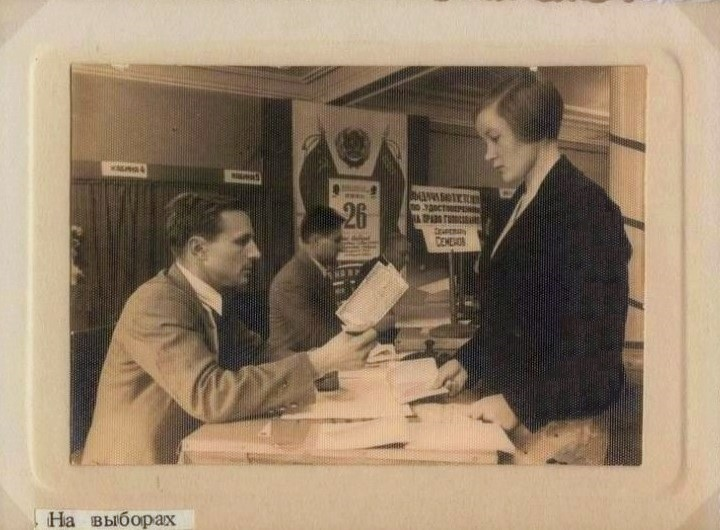
На выборах в Верховный Совет РСФСР. Фото С. Н. Струнникова, 26 июня 1938 года

#### Председатели Президиума Верховного совета РСФСР
До 1990 года де-юре высшим должностным лицом в РСФСР являлся Председатель Президиума Верховного совета РСФСР. При этом в отличие от других союзных республик в РСФСР до 1990 года отсутствовала собственная коммунистическая партия и не было собственных первых секретарей (которые в других республиках обладали относительно самостоятельной властью).
После принятия поправок к Конституции РСФСР в октябре 1989 года, в новой редакции должность Председателя Президиума Верховного совета была исключена, а руководство парламентом республики в мае 1990 года перешло непосредственно к Председателю Верховного совета РСФСР.
- Бадаев, Алексей Егорович (19 июля 1938 — 9 апреля 1943)
- Власов, Иван Алексеевич (9 апреля 1943 — 4 марта 1944) (исполняющий обязанности)
- Шверник, Николай Михайлович (4 марта 1944 — 25 июня 1946)
- Власов, Иван Алексеевич (25 июня 1946 — 7 июля 1950)
- Тарасов, Михаил Петрович (7 июля 1950 — 16 апреля 1959)
- Игнатов, Николай Григорьевич (16 апреля — 26 ноября 1959)
- Органов, Николай Николаевич (26 ноября 1959 — 20 декабря 1962)
- Игнатов, Николай Григорьевич (20 декабря 1962 — 14 ноября 1966)
- 14 ноября — 23 декабря 1966 должность вакантна (Обязанности исполняют заместители председателя: Ахазов, Тимофей Аркадьевич и Сысоев, Пётр Петрович)
- Яснов, Михаил Алексеевич (23 декабря 1966 — 26 марта 1985)
- Орлов, Владимир Павлович (26 марта 1985 — 3 октября 1988)
- Воротников, Виталий Иванович (3 октября 1988 — 29 мая 1990)

#### Председатели Верховного совета РСФСР в 1938—1990 годах
- Жданов, Андрей Александрович (15 июля 1938 — 20 июня 1947)
- Тарасов, Михаил Петрович (20 июня 1947 — 14 марта 1951)
- Соловьёв, Леонид Николаевич (14 марта 1951 — 23 марта 1955)
- Горошкин, Иван Васильевич (23 марта 1955 — 15 апреля 1959)
- Прохоров, Василий Ильич (15 апреля 1959 — 4 апреля 1963)
- Крестьянинов, Василий Иванович (4 апреля 1963 — 11 апреля 1967)
- Миллионщиков, Михаил Дмитриевич (11 апреля 1967 — 27 мая 1973)
- Котельников, Владимир Александрович (30 июля 1973 — 25 марта 1980)
- Грибачёв, Николай Матвеевич (25 марта 1980 — 16 мая 1990)

### 1990—1993
В 1990—1993 годах состоял из 252 депутатов в двух равноправных и равночисленных палатах — Совете Республики (председатель в 1990—1991 гг. — Владимир Исаков, в 1991—1992 гг. — Николай Рябов, в 1993 г. — Вениамин Соколов) и Совете Национальностей (председатель — Рамазан Абдулатипов). Вместе с тем двухпалатность Верховного Совета носила номинальный характер, поскольку основные решения принимались на одновременно проводимых заседаниях, палаты имели много общих, совместных органов и должностных лиц.
Прекратил существование в ходе событий сентября-октября 1993 года.

#### Председатели Верховного совета РСФСР / Российской Федерации в 1990—1993 годах
- Ельцин, Борис Николаевич (29 мая 1990 — 10 июля 1991),
- Хасбулатов, Руслан Имранович (29 октября 1991 — 4 октября 1993)

## Список депутатов
1. Список депутатов Верховного Совета РСФСР I созыва
2. Список депутатов Верховного Совета РСФСР II созыва
3. Список депутатов Верховного Совета РСФСР III созыва
4. Список депутатов Верховного Совета РСФСР IV созыва
5. Список депутатов Верховного Совета РСФСР V созыва
6. Список депутатов Верховного Совета РСФСР VI созыва
7. Список депутатов Верховного Совета РСФСР VII созыва
8. Список депутатов Верховного Совета РСФСР VIII созыва
9. Список депутатов Верховного Совета РСФСР IX созыва
10. Список депутатов Верховного Совета РСФСР X созыва
11. Список депутатов Верховного Совета РСФСР XI созыва
12. Список членов Верховного Совета Российской Федерации (1990—1993)

## В названиях
- Московское высшее общевойсковое командное орденов Ленина и Октябрьской Революции Краснознамённое училище имени Верховного Совета РСФСР
- 55-я гвардейская стрелковая Иркутская ордена Ленина, трижды Краснознамённая, ордена Суворова дивизия имени Верховного Совета РСФСР